# こちら経済編集長
こちら経済編集長（こちらけいざいへんしゅうちょう）は、BSジャパンで2006年4月2日から2009年6月28日までの日曜日の正午から放送していた経済番組である。製作はテレビ東京で、BSジャパンは製作クレジット表記なし。
立教大学教授の山口義行と大阪経済大学客員教授の岡田晃が交代で編集長役となり、一週間の経済ニュースを解説する番組である。

## 放送時間
- 日曜日 12:00～12:54

## 出演者
編集長
- 山口義行（立教大学教授）
- 岡田晃（大阪経済大学客員教授）

編集長助手
- 森本智子（テレビ東京アナウンサー、2006年4月 - 2007年3月）
- 倉野麻里（テレビ東京アナウンサー、2006年4月 - 2007年3月）
- 大江麻理子（テレビ東京アナウンサー、2007年4月 - 2008年9月）
- 水原恵理（テレビ東京アナウンサー、2008年10月 - 2009年6月）

## 番組構成
- 注目のニュース

今週起こった経済ニュースを、編集長がより深く解説する。
- 編集長のコレが言いたい！

毎週、編集長が独自の視点から、経済トピックを徹底分析。
これまでこのコーナーで取り上げたテーマ、「中小企業の大増税」「NPO法人への課税」についての問題は、その後、法案が修正されるなど、効果をあげている。
- 街角経済学

身近な経済事象を特集するコーナー。
- マーケット分析

NYダウや日経平均株価、為替などの動きを解説する。